# Szereg 1 − 2 + 4 − 8 + …
Szereg 1 − 2 + 4 − 8 + … – szereg naprzemienny, którego wyrazami są kolejne potęgi liczby 2 z naprzemiennym znakiem. Jako szereg geometryczny, jest on opisany przez pierwszy wyraz szeregu, równy 1, oraz iloraz szeregu geometrycznego, równy −2
{\displaystyle \sum _{k=0}^{n}(-2)^{k}.}
Jako szereg liczb rzeczywistych jest on rozbieżny, czyli z definicji jego suma nie istnieje. W znacznie szerszym sensie, z tym szeregiem jest skojarzona suma uogólniona {\displaystyle {\tfrac {1}{3}}.}

## Historia
Gottfried Leibniz rozważał naprzemienny rozbieżny szereg {\displaystyle 1-2+4-8+\ldots } już w 1673 roku. Twierdził, że od kolejności wykonywanych działań zależy ostateczny wynik, który wynosi +∞ lub −∞, wobec czego oba wyniki są błędne a całość powinna być skończona.

Si liceret subtrahere antecedens adimendum a sequenti addendo ut 4–2 et 16–8 etc. totum fieret infinitum. Si liceret subtrahere sequens ab antecedente 2–4, 8–16 etc. totum foret minus nihilo, toto infinito, nunc fere cum neutrum liceat, aut potius cum non possit determinari utrum liceat, natura medium eligit, et totum aequatur finito.

Nie dość tego, twierdząc, że szereg ma sumę, to ponadto wywnioskował związek z wartością {\displaystyle {\tfrac {1}{3}},} stosując metodę Merkatora.

## Matematyka współczesna

### Szeregi geometryczne
Dowolna metoda sumacyjna posiadająca właściwości regularności, liniowości i stabilności sumuje szeregi geometryczne
{\displaystyle \sum _{k=0}^{\infty }aq^{k}={\frac {a}{1-q}}.}
W tym przypadku {\displaystyle a=1,} a {\displaystyle q=-2,} więc suma równa się {\displaystyle {\tfrac {1}{3}}.}

### Sumowanie Eulera

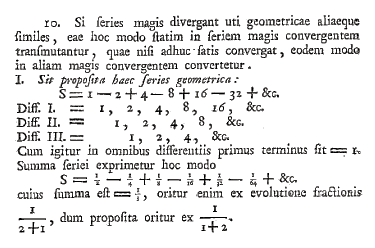
Fragment z Institutiones

Leonhard Euler, w swojej pracy Institutiones z 1755 roku, zastosował sposób nazywany obecnie transformacją Eulera, w celu przyspieszenia zbieżności szeregów naprzemiennych
{\displaystyle \sum _{n=0}^{\infty }(-1)^{n}a_{n}=\sum _{n=0}^{\infty }(-1)^{n}{\frac {\Delta ^{n}a_{0}}{2^{n+1}}}.}
Korzystając z tej metody, Euler twierdził, że suma szeregu {\displaystyle 1-2+4-8+\ldots } wynosi {\displaystyle {\tfrac {1}{3}}}. Nie jest to podejście współczesne – obecnie o takiej metodzie można powiedzieć, że zadany szereg jest sumowalny metodą Eulera lub że jego suma eulerowska wynosi {\displaystyle {\tfrac {1}{3}}}.
Transformację Eulera rozpoczyna ciąg dodatnich składników:
{\displaystyle a_{0}=1,}
{\displaystyle a_{1}=2,}
{\displaystyle a_{2}=4,}
{\displaystyle a_{3}=8,}
{\displaystyle \ldots }
Skąd uzyskujemy ciąg różnic w przód:
{\displaystyle \Delta a_{0}=a_{1}-a_{0}=2-1=1,}
{\displaystyle \Delta a_{1}=a_{2}-a_{1}=4-2=2,}
{\displaystyle \Delta a_{2}=a_{3}-a_{2}=8-4=4,}
{\displaystyle \Delta a_{3}=a_{4}-a_{3}=16-8=8,}
{\displaystyle \ldots }
Ciąg ten okazuje się być identyczny jak ciąg początkowy. Stąd iterując kolejne wartości różnic w przód otrzymujemy
{\displaystyle \Delta ^{n}a_{0}=1}
dla każdego n. Transformacją Eulera jest szereg
{\displaystyle {\frac {a_{0}}{2}}-{\frac {\Delta a_{0}}{4}}+{\frac {\Delta ^{2}a_{0}}{8}}-{\frac {\Delta ^{3}a_{0}}{16}}+\ldots ={\frac {1}{2}}-{\frac {1}{4}}+{\frac {1}{8}}-{\frac {1}{16}}+\ldots }
Jest to zbieżny szereg geometryczny, którego suma obliczona w standardowy sposób wynosi {\displaystyle {\tfrac {1}{3}}.}

### Sumowanie Borela
Sumowanie metodą Borela szeregu {\displaystyle 1-2+4-8+\ldots } także zwraca wynik {\displaystyle {\tfrac {1}{3}}.} Kiedy Émile Borel przedstawiał wzory na obliczanie skończonych sum szeregów naprzemiennych w 1896 roku, zastosował ten szereg jako jeden z przykładów obok 1 − 1 + 1 − 1 +….